# Spegelreflexkamera

Principen för en enögd spegelreflexkamera.
1 Objektiv
2 Spegel
3 Ridåslutare
4 Fotografisk film eller bildsensor
5 Mattskiva
6 Förminskningslins
7 Pentaprisma
8 Sökare

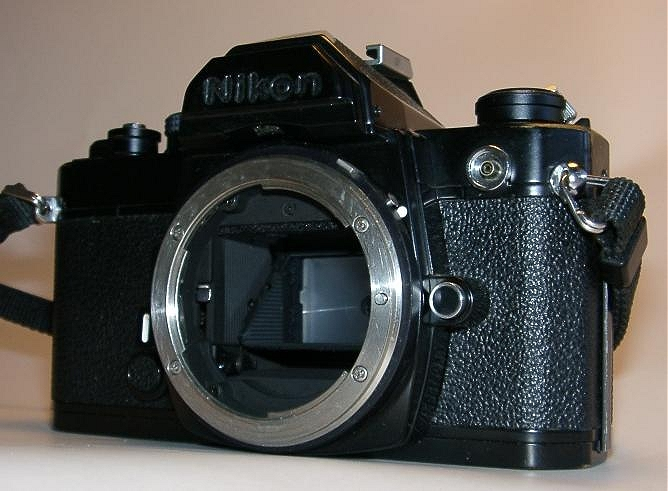
Enögd spegelreflexkamera utan objektiv

Spegelreflexkameror är en kameratyp där ett inbyggt system med bland annat en eller flera speglar underlättar för fotografen att se motivet och komponera en bild. De första spegelreflexkamerorna utvecklades redan i fotografins barndom i mitten av 1800-talet. 
Det finns två typer av spegelreflexkameror. Den tvåögda spegelreflexkameran används sedan 1970-talet i mycket liten omfattning, medan enögda spegelreflexkameror utgör en mycket stor del av kameramarknaden.
De flesta systemkameror har varit av spegelreflexkameror, men övergången till digitalkameror har också möjliggjort spegellösa systemkameror, där sökaren är en display som visar den digitala bilden.

## Tvåögda spegelreflexkameror
Huvudartikel: Tvåögd spegelreflexkamera
De tvåögda spegelreflexkamerorna hade sin storhetstid vid mitten av 1900-talet. Den mest kända modellen var Rolleiflex. Kameratypen tillverkas sedan 1980-talet i mycket liten omfattning.

## Enögda spegelreflexkameror
De enögda spegelreflexkamerorna bygger vanligen på ett pentaprisma i sökaren. 
Spegelreflexkameror är oftast av systemkameratyp (dvs. har utbytbar optik) men det finns också spegelreflexkameror med fast optik.
Bland mellanformatskamerorna finns både enögda och tvåögda spegelreflexkameror. En känd tillverkare av enögda spegelreflexkameror för mellanformatet är Hasselblad. 

### Principen för enögd spegelreflex
Bilden passerar genom objektivet och vänds uppochner. I detta stadium reflekteras samt spegelvänds bilden i spegeln och projiceras sen på mattskivan. På mattskivan finns nu en väl synlig bild som förminskas något i förminskningslinsen och speglas och vänds sedan tillbaka till en rättvänd bild i pentaprismat för att till sist hamna i sökaren, som även har en förstoringslins. Då exponering sker, fälls spegeln upp, samtidigt som bländaren intar sitt förinställda läge, och ridåslutaren öppnar och bilden träffar filmen uppochner, vilket inte har någon betydelse då man kan vända negativet hur man vill då man gör en förstoring i fotolabbet.

### Slutare

#### Ridåslutare
En ridåslutare brukar vara en gummiduk eller gjord av metall och den arbetar vanligtvis horisontellt, men vertikala slutare är ej ovanliga. Ridån bildar en öppning vars bredd i en horisontell slutare representerar exponeringstiden.
En stor öppning som glider framför filmemulsionen motsvarar lång exponeringstid till exempel en 1/60 dels sekund, medan en springa i ridån ger kort slutartid exempelvis 1/1000 dels sekund. Ett läge brukar vara manuellt och kallas B, då ställes slutaren öppen för exempelvis nattbildsfotografering.
Ridåslutaren för mycket väsen och fungerar dåligt vid minustemperaturer. Fujica har för länge sedan tillverkat en kamera som hade en ridåslutare som var smord på sådant sätt att det gick att fotografera när det var 30 grader kallt.
Kameror som har exponeringsautomatik har en mera komplicerad ridåslutare från finmekaniska företag av typ Seiko.

#### Centralslutare
I bland annat Hasselblad används centralslutare bestående av lameller som öppnas och stängs likt iris i ett öga. 
Det finns också varianter på ESR-kameror (Enögd Spegelreflex) som har semitransparenta fasta speglar som aldrig fälls upp, för att öka hastigheten då fler bilder skall exponeras i en följd. En nackdel med dessa kameratyper är den ljusförlust som uppkommer i den semitransparenta spegeln.
När det gäller digitalkameror så finns det ESR-kameror även där och då är principen densamma, men i stället för film så finns där en CCD-cell, och elektronik ser till att bilden blir rättvänd på den lilla LCD-skärmen. 
Storfilmskameror har ingen spegel utan placerar en mattskiva där filmen ska sitta, medan man utför bildkompositionen och får helt enkelt vänja sig med att se bilden uppochner, och ersätter mattskivan med en filmkassett då exponering skall ske.

### Fördelar/nackdelar
Bland fördelarna med enögda spegelreflexkameror är att man slipper parallaxfel vid närbildsfotografering. Parallaxfel innebär att den bild man ser i sökaren är förskjuten i förhållande till objektivet vilket innebär att motivet inte hamnar inom den ram som man föreställt sig. Ännu en fördel är att man kan använda ljusfilter som ger en direkt effekt, som exempelvis polariserande filter eller stjärnfilter. 
Nackdelar är ljudet från spegeln vid exponeringen och ljusförlusten. En annan är att man inte ser motivet i exponeringsögonblicket, vilket kan störa vid t.ex. panorering av rörliga motiv. Ytterligare en nackdel är att objektiven måste konstrueras med plats för spegelhuset bakom bakersta linsen. Okularet i sökaren kan släppa in bakljus i vissa lägen så det påverkar exponeringssensorn som sitter vid pentaprismat. Vid reprofotografering kan det ibland vara nödvändigt att sökarbilden och det slutgiltiga negativet är exakt identiska.